# Diversidoris flava
Diversidoris flava (Eliot, 1904) è un mollusco nudibranchio della famiglia Chromodorididae.

## Descrizione
Corpo interamente di colore giallo, incluse le branchie e i rinofori. Una linea rosso-arancio, a tratti più spessa, corre lungo tutto il bordo del mantello. Fino a 15 millimetri di lunghezza.

## Distribuzione e habitat
La specie ha un areale indo-pacifico.